# Rhinosimus aeneus
Rhinosimus aeneus là một loài bọ cánh cứng trong họ Salpingidae. Loài này được Olivier miêu tả khoa học năm 1807.